# Sulztal an der Weinstraße
Sulztal an der Weinstraße  var en kommun i Österrike. Den låg i distriktet Leibnitz i förbundslandet Steiermark. Den 1 januari 2015 slogs den samman med kommunen Gamlitz. Kommunen bestod av orten Sulztal.